# Youssef El-Arabi
Youssef El-Arabi (Caen, 3 de fevereiro de 1987) é um futebolista marroquino que atua como atacante. Atualmente defende o APOEL.

## Carreira
Youssef El-Arabi fez parte do elenco da Seleção Marroquina de Futebol no Campeonato Africano das Nações de 2012, 2013 e 2017. e atualmente é o artilheiro da seleção de Marrocos.

## Títulos
Caen
- Ligue 2: 2009–10

Al-Hilal
- Copa da Coroa do Príncipe: 2011–12

Al-Duhail
- Liga de Futebol do Catar: 2016–17 e 2017–18
- Copa do Emir do Catar: 2018 e 2019
- Copa do Catar: 2018
- Supercopa do Catar: 2016

Olympiacos
- Campeonato Grego: 2019–20, 2020–21 e 2021–22
- Copa da Grécia: 2019–20
- Liga Conferência Europa da UEFA: 2023–24